# Кристина и Карисса Шеннон
Кристина и Карисса Шеннон — американские модели-близнецы и порноактрисы, известные более всего по съёмкам для мужского журнала Playboy.

## Биография
Родились 2 октября 1989 года в городе Анн-Арбор, штат Мичиган. Долгое время жили в местечке Clearwater Beach в штате Флорида. Учились в школе Largo.

### Карьера в Плейбое

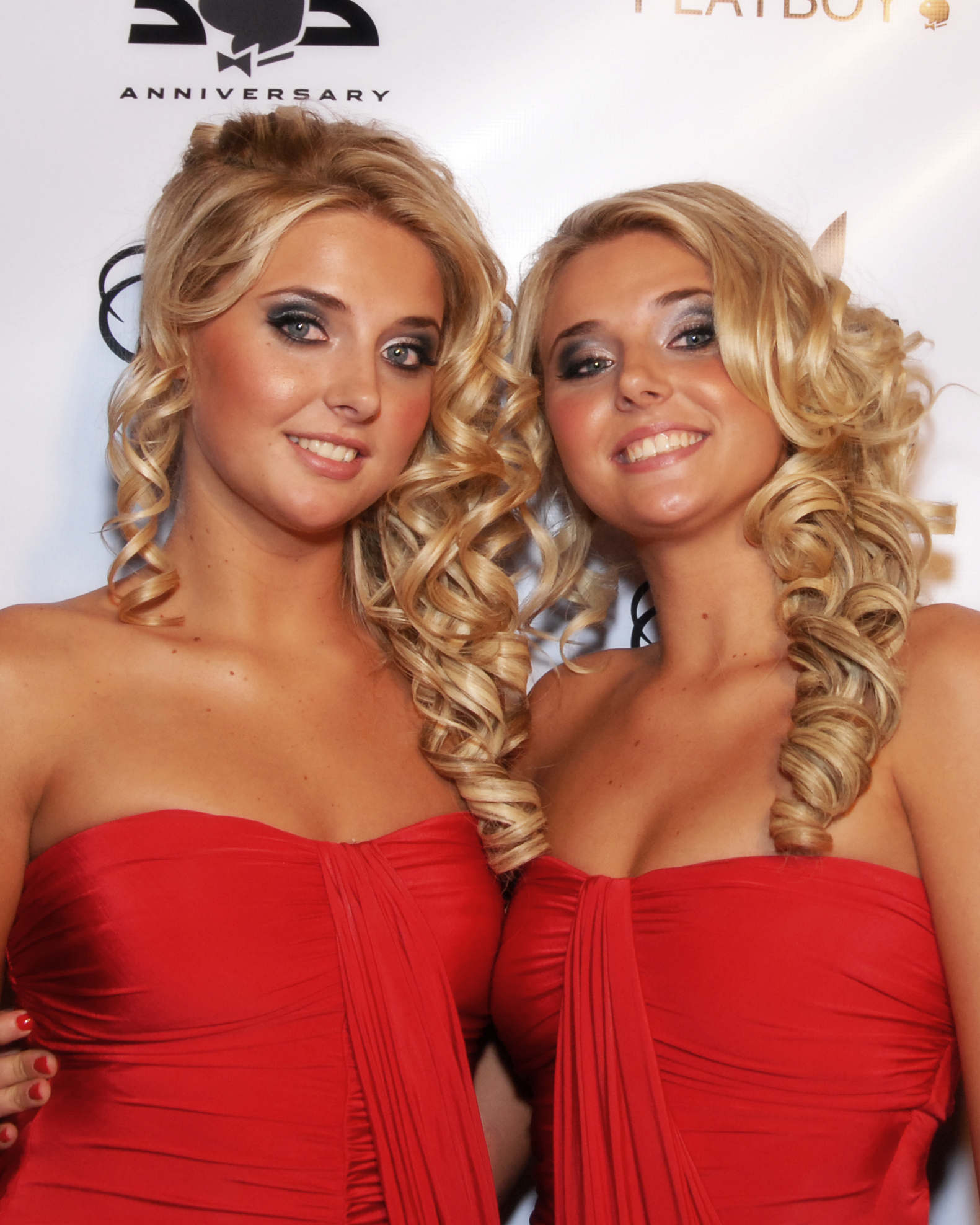
Кристина и Карисса в 2008 году

В 2008 году близнецы Кристина и Карисса принимали участие в съёмках в одном из шоу The Girls Next Door, принадлежащем медиахолдингу Playboy. В этом же году они обе переехали в Особняк Плейбой, став двумя из трёх официальных подруг Хью Хефнера. Само шоу The Girls Next Door освещало жизнь девушек в пределах особняка. С начала съёмок сестёр в шоу его рейтинги резко возросли.

### Карьера в порно
17 февраля 2019 года дебютировали в порно для студии Brazzers.

### Личная жизнь
В 2012 году Кристина Шеннон заявила, что состоит в отношениях с моделью Playboy Идой Юнгквист.

## Фильмография
| Год  | Название              | Роль             | Прим.       |
| ---- | --------------------- | ---------------- | ----------- |
| 2009 | The Girls Next Door   | играют сами себя | 14 эпизодов |
| 2010 | Где-то                | Синди и Бэмби    |             |
| 2012 | Celebrity Big Brother | играют сами себя |             |